# Apsirto
En la mitología griega, Apsirto o Absirto (en griego antiguo: Ἄψυρτος, Ápsyrtos; o Ἄξυρτος, Áxyrtos) era un príncipe de la Cólquida (actual Georgia), hijo del rey Eetes y de la ninfa Asterodea.
Cuando Medea huyó de la Cólquida con Jasón llevándose el vellocino de oro, Eetes ordenó a su hijo que dirigiera una expedición que los persiguiera y los trajera de vuelta. Tras una persecución que llegó hasta la desembocadura del Istro, donde estaban las islas Brigeidas, los alcanzó, pero para evitar muertes innecesarias acordó una tregua con los argonautas que dejaba al arbitrio de un rey del lugar la decisión de si Medea debía regresar con su padre y devolver el vellocino o podía continuar con Jasón. Pero viendo Medea que sus aspiraciones podían venirse abajo, mandó un mensaje a su hermanastro acordando un encuentro con él cerca de un templo de Artemisa. El ingenuo príncipe cayó en la trampa y fue asesinado por Jasón, que lo esperaba en el lugar donde estaba reunido con Medea. Desde entonces las islas Brigeidas fueron llamadas Apsírtidas.
Otra versión dice que Apsirto era todavía un niño cuando Medea le convenció de que huyera con él y los argonautas. Pero cuando vio que la armada de Eetes les iba a dar alcance, mató al joven, cortó su cadáver en pedazos y los fue tirando esparcidos por el mar. El rey Eetes, horrorizado, se entretuvo recogiendo uno por uno los restos de su hijo, lo que dio tiempo a la expedición para poder huir.

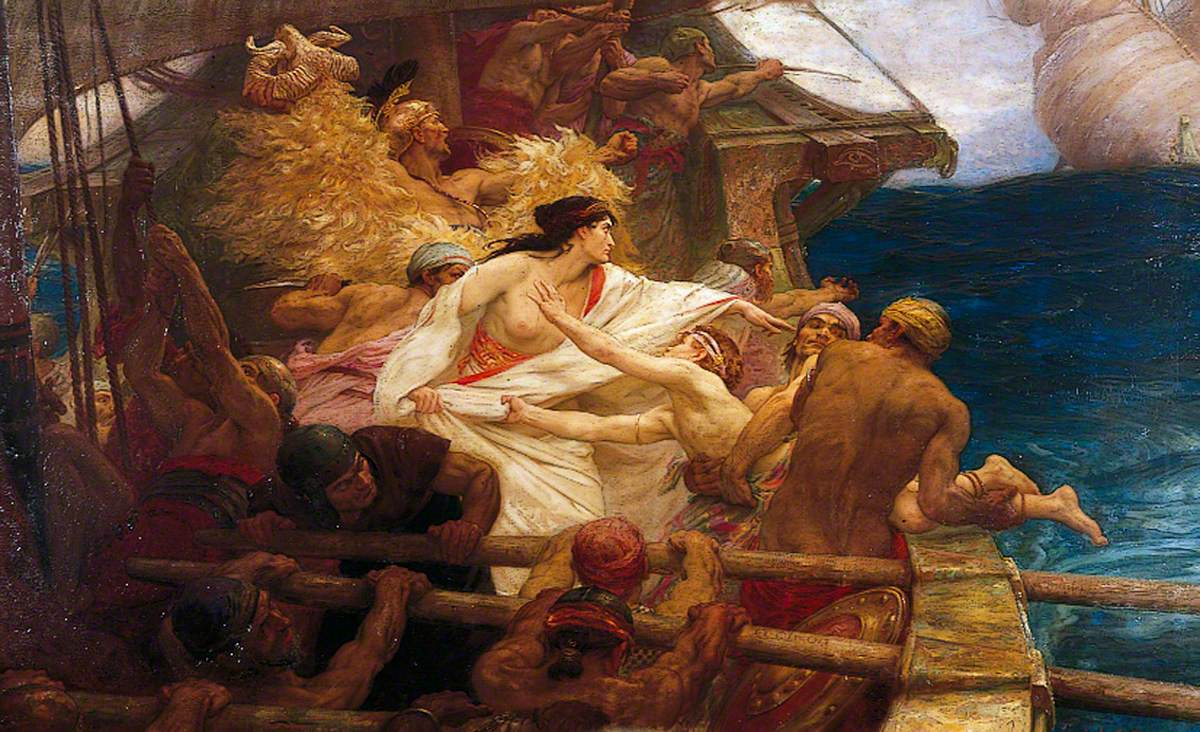
Herbert James Draper: El vellocino de oro (The Golden Fleece, 1904), pintura al óleo en lienzo en la que se representa a Medea haciendo tirar al mar a Apsirto.

Medea, bien por los remordimientos o bien porque el mástil oracular de la nave Argo se había negado a transportarla hasta que no fuera purificada, acudió a su tía, la maga Circe, para que los absolviera del horrendo crimen, para lo que se presentaron de incógnito y no le desvelaron el nombre de la víctima. Una vez hechas las expiaciones y ceremonias necesarias Circe se dio cuenta de la verdadera historia, y expulsó de su corte a Jasón y a Medea, que volvieron con los argonautas, que los estaban esperando.
Estrabón afirma que la muerte de Apsirto ocurrió bastante después, cuando la expedición se encontraba en unas islas del mar Adriático que en su honor recibieron el nombre de Apsírtidas.
Algunos autores afirman que el joven se llamaba Egialeo, y que Apsirto (que significa arrojado) fue el sobrenombre que se le puso después de su muerte.